# Machima phyllacantha
Machima phyllacantha är en insektsart som först beskrevs av Hermann Burmeister 1838.  Machima phyllacantha ingår i släktet Machima och familjen vårtbitare. Inga underarter finns listade i Catalogue of Life.